# Karen Leigh Kingová
Karen Leigh Kingová (* 1954) je americká teoložka, která se zaměřuje na dějiny raného křesťanství a gnosticismus. V letech 1984 až 2007 působila jako profesorka religionistiky na soukromé Occidental College v Los Angeles a v letech 1998 až 2008 jako profesorka církevních dějin na Teologické fakultě Harvardovy univerzity.
V září 2012 představila na Mezinárodní konferenci koptských studií fragment papyru ze 4. století nalezeného v roce 1945, jehož obsah naznačuje, že podle tradice udržované některými tehdejšími křesťany byl Ježíš Kristus ženatý. Kingová nicméně zdůrazňuje, že dokument „by neměl být považován za důkaz“, a že „všechny ostatní historicky věrohodné křesťanské prameny o této otázce mlčí“. Jde pouze o to, že „někteří z raných křesťanů měli tradici, podle níž byl Ježíš ženatý. Jak již víme, ve druhém století byl spor, zda byl Ježíš ženatý, což souviselo se sporem, zda se křesťané mají ženit a žít sexuálním životem“.